# Kids' Choice Award all'attrice cinematografica preferita
Il Kids' Choice Award all'attrice cinematografica preferita (Favorite Movie Actress) è un premio assegnato annualmente ai Kids' Choice Awards, a partire dal 1988, all'attrice del cinema preferita dai telespettatori del canale Nickelodeon.

## Vincitori e candidati
Qui di seguito la lista con vincitori, in grassetto, e candidati per edizione.

### 1980
- 1988
  - Whoopi Goldberg – Fatal Beauty
  - Shelley Long – Hello Again
  - Elisabeth Shue – Tutto quella notte (Adventures in Babysitting)
- 1989
  - Whoopi Goldberg – The Telephone
  - Bette Midler – Spiagge (Beaches)
  - Molly Ringwald – Per gioco e... per amore (For Keeps)

### 1990
- 1990
  - Lea Thompson – Ritorno al futuro - Parte II (Back to the Future Part II)
  - Kim Basinger – Batman
  - Kirstie Alley – Senti chi parla (Look Who’s Talking)
- 1991
  - Julia Roberts – Pretty Woman
  - Kirstie Alley
  - Whoopi Goldberg
- 1992
  - Whoopi Goldberg – Sister Act - Una svitata in abito da suora (Sister Act)
  - Julia Roberts – Hook - Capitan Uncino (Hook)
  - Michelle Pfeiffer – Batman - Il ritorno (Batman Returns)
- 1994
  - Whoopi Goldberg – Sister Act 2 - Più svitata che mai (Sister Act 2: Back in the Habit) e Made in America
  - Bette Midler – Hocus Pocus
  - Lori Petty – Free Willy - Un amico da salvare (Free Willy)
- 1995
  - Rosie O'Donnell – I Flintstones (The Flintstones)
  - Sally Field – Forrest Gump
  - Sandra Bullock – Speed
- 1996
  - Mary-Kate e Ashley Olsen – Matrimonio a 4 mani (It Takes  Two)
  - Kirstie Alley – Matrimonio a 4 mani (It Takes Two)
  - Nicole Kidman – Batman Forever
  - Alicia Silverstone – Ragazze a Beverly Hills (Clueless)
- 1997
  - Rosie O'Donnell – Harriet, la spia (Harriet the Spy)
  - Whoopi Goldberg – Eddie - Un'allenatrice fuori di testa (Eddie)
  - Whitney Houston – Uno sguardo dal cielo (The Preacher’s Wife)
  - Michelle Pfeiffer – Un giorno... per caso (One Fine Day)
- 1998
  - Alicia Silverstone – Batman & Robin
  - Uma Thurman – Batman & Robin
  - Christina Ricci – Operazione Gatto (That Darn Cat)
  - Beverly D'Angelo – Las Vegas - In vacanza al casinò (Vegas Vacation)
- 1999
  - Drew Barrymore – Prima o poi me lo sposo (The Wedding Singer) e La leggenda di un amore - Cinderella (Ever After)
  - Julia Roberts – Nemiche amiche (Stepmom)
  - Meg Ryan – C'è posta per te (You’ve Got Mail)
  - Victoria Adams, Melanie Brown, Emma Bunton, Melanie C e Geri Halliwell – Spice Girls - Il film (Spice World)

### 2000
- 2000
  - Melissa Joan Hart - Drive Me Crazy
  - Sandra Bullock – Piovuta dal cielo (Forces of Nature)
  - Drew Barrymore – Mai stata baciata (Never Been Kissed)
  - Julia Roberts – Notting Hill e Se scappi, ti sposo (Runaway Bride)
- 2001
  - Drew Barrymore – Charlie's Angels
  - Halle Berry – X-Men
  - Cameron Diaz – Charlie's Angels
  - Janet Jackson – La famiglia del professore matto (Nutty Professor II: The Klumps)
- 2002
  - Jennifer Lopez – Prima o poi mi sposo (The Wedding Planner)
  - Julie Andrews – Pretty Princess (The Princess Diaries)
  - Raven-Symoné – Il dottor Dolittle 2 (Dr. Dolittle 2)
  - Reese Witherspoon – La rivincita delle bionde (Legally Blonde)
- 2003
  - Amanda Bynes – Big Fat Liar
  - Halle Berry – La morte può attendere (Die Another Day)
  - Kirsten Dunst – Spider-Man
  - Jennifer Lopez – Un amore a 5 stelle (Maid in Manhattan)
- 2004
  - Amanda Bynes – Una ragazza e il suo sogno (What a Girl Wants)
  - Halle Berry – X-Men 2 (X2)
  - Cameron Diaz – Charlie's Angels - Più che mai (Charlie’s Angels: Full Throttle)
  - Queen Latifah – Un ciclone in casa (Bringing Down the House)
- 2005
  - Hilary Duff – A Cinderella Story
  - Drew Barrymore – 50 volte il primo bacio (50 First Dates)
  - Halle Berry – Catwoman
  - Lindsay Lohan – Mean Girls
- 2006
  - Lindsay Lohan – Herbie - Il super Maggiolino (Herbie: Fully Loaded)
  - Jessica Alba – I Fantastici 4 (Fantastic Four)
  - Drew Barrymore – L'amore in gioco (Fever Pitch)
  - Dakota Fanning – Dreamer - La strada per la vittoria (Dreamer)
- 2007
  - Dakota Fanning – La tela di Carlotta (Charlotte’s Web)
  - Halle Berry – X-Men - Conflitto finale (X-Men: The Last Stand)
  - Keira Knightley – Pirati dei Caraibi - La maledizione del forziere fantasma (Pirates of the Caribbean: Dead Man’s Chest)
  - Sarah Jessica Parker – A casa con i suoi (Failure to Launch)
- 2008
  - Jessica Alba – I Fantastici 4 e Silver Surfer (Fantastic Four: Rise of the Silver Surfer)
  - Drew Barrymore – Scrivimi una canzone (Music and Lyrics)
  - Kirsten Dunst – Spider-Man 3
  - Keira Knightley – Pirati dei Caraibi - Ai confini del mondo (Pirates of the Caribbean: At World’s End)
- 2009
  - Vanessa Hudgens – High School Musical 3: Senior Year
  - Jennifer Aniston – Io & Marley (Marley & Me)
  - Anne Hathaway – Agente Smart - Casino totale (Get Smart)
  - Reese Witherspoon – Tutti insieme inevitabilmente (Four  Christmases)

### 2010
- 2010
  - Miley Cyrus – Hannah Montana: Il film (Hannah Montana: The Movie)
  - Sandra Bullock – The Blind Side
  - Zoe Saldana – Avatar
  - Megan Fox – Transformers - La vendetta del caduto (Transformers: Revenge of the Fallen)
- 2011
  - Miley Cyrus – The Last Song
  - Ashley Judd – L'acchiappadenti (Tooth Fairy)
  - Kristen Stewart - The Twilight Saga: Eclipse
  - Emma Watson – Harry Potter e i Doni della Morte - Parte 2 (Harry Potter and the Deathly Hallows - Part 1)
- 2012
  - Kristen Stewart – The Twilight Saga: Breaking Dawn - Parte 1 (The Twilight Saga: Breaking Dawn - Part 1)
  - Amy Adams – I Muppet (The Muppets)
  - Sofía Vergara – I Puffi (The Smurfs)
  - Emma Watson – Harry Potter e i Doni della Morte - Parte 2 (Harry Potter and the Deathly Hollows - Part 2)
- 2013
  - Kristen Stewart – The Twilight Saga: Breaking Dawn - Parte 2 (The Twilight Saga: Breaking Dawn - Part 2)
  - Vanessa Hudgens – Viaggio nell'isola misteriosa (Journey 2: The Mysterious Island)
  - Scarlett Johansson – The Avengers
  - Jennifer Lawrence– Hunger Games (The Hunger Games)
- 2014
  - Jennifer Lawrence – Hunger Games: La ragazza di fuoco (The Hunger Games: Catching Fire)
  - Sandra Bullock – Gravity
  - Mila Kunis – Il grande e potente Oz (Oz the Great and Powerful)
  - Jayma Mays – I Puffi 2 (The Smurfs 2)
- 2015
  - Emma Stone - The Amazing Spider-Man 2 - Il potere di Electro (The Amazing Spider-Man 2)
  - Angelina Jolie - Maleficent
  - Cameron Diaz - Annie - La felicità è contagiosa (Annie)
  - Elle Fanning - Maleficent
  - Jennifer Garner - Una fantastica e incredibile giornata da dimenticare (Alexander and the Terrible, Horrible, No Good, Very Bad Day)
  - Megan Fox - Tartarughe Ninja (Teenage Mutant Ninja Turtles)
- 2016
  - Jennifer Lawrence - Hunger Games: Il canto della rivolta - Parte 2 (The Hunger Games: Mockingjay - Part 2)
  - Lily James – Cenerentola (Cinderella)
  - Scarlett Johansson – Avengers: Age of Ultron
  - Anna Kendrick – Pitch Perfect 2
  - Daisy Ridley - Star Wars: Il risveglio della Forza (Star Wars: The Force Awakens)
  - Rebel Wilson - Pitch Perfect 2
- 2017
  - Melissa McCarthy – Ghostbusters
  - Kristen Wiig – Ghostbusters
  - Amy Adams – Batman v Superman: Dawn of Justice
  - Megan Fox – Tartarughe Ninja - Fuori dall'ombra (Teenage Mutant Ninja Turtles: Out of the Shadows)
  - Scarlett Johansson – Captain America: Civil War
  - Felicity Jones – Rogue One: A Star Wars Story
- 2018
  - Zendaya – Spider-Man: Homecoming e The Greatest Showman
  - Gal Gadot – Wonder Woman e Justice League
  - Anna Kendrick – Pitch Perfect 3
  - Daisy Ridley – Star Wars: Gli ultimi Jedi (Star Wars: The Last Jedi)
  - Zoe Saldana – Guardiani della Galassia Vol. 2 (Guardians of the Galaxy Vol. 2)
  - Emma Watson – La Bella e la Bestia (Beauty and the Beast)
- 2019
  - Joey King – The Kissing Booth
  - Scarlett Johansson – Avengers: Infinity War
  - Emily Blunt – Il ritorno di Mary Poppins (Mary Poppins Returns)
  - Lupita Nyong'o – Black Panther
  - Rihanna – Ocean's 8
  - Zoe Saldana – Avengers: Infinity War

### 2020
- 2020
  - Dove Cameron – Descendants 3
  - Scarlett Johansson – Avengers: Endgame
  - Angelina Jolie – Maleficent - Signora del male (Maleficent - Mistress of Evil)
  - Brie Larson – Avengers: Endgame e Captain Marvel
  - Taylor Swift – Cats
  - Zendaya  – Spider-Man: Far from Home
- 2021
  - Millie Bobby Brown – Enola Holmes
  - Gal Gadot – Wonder Woman 1984
  - Anne Hathaway – Le streghe (The Witchess)
  - Vanessa Hudgens – Nei panni di una principessa (The Princess Switch: Switched Again)
  - Yifei Liu – Mulan
  - Melissa McCarthy – Superintelligence
- 2022
  - Zendaya – Spider-Man: No Way Home e Dune
  - Emily Blunt – Jungle Cruise
  - Camila Cabello – Cenerentola
  - Scarlett Johansson – Black Widow
  - Angelina Jolie – Eternals
  - Emma Stone – Crudelia (Cruella)
- 2023
  - Millie Bobby Brown – Enola Holmes 2
  - Lupita Nyong'o – Black Panther: Wakanda Forever
  - Elizabeth Olsen – Doctor Strange nel Multiverso della Follia
  - Sarah Jessica Parker – Hocus Pocus 2
  - Natalie Portman – Thor: Love and Thunder
  - Letitia Wright – Black Panther: Wakanda Forever
- 2024
  - Margot Robbie - Barbie
  - America Ferrera - Barbie
  - Brie Larson - The Marvels
  - Halle Bailey - La sirenetta
  - Jennifer Garner - Family Switch
  - Melissa McCarthy - La sirenetta
  - Zendaya - Dune - Parte due
  - Zoe Saldana - Guardiani della Galassia Vol. 3